# کیم وو-جائه
کیم وو-جائه (انگلیسی: Kim Woo-jae؛ زادهٔ ۲۶ سپتامبر ۱۹۹۱) وزنه‌بردار اهل کره جنوبی است.
وی در مسابقات کشوری و بین‌المللی در مجموع برندهٔ ۱ مدال نقره، ۱ مدال برنز شده‌است.